# Цукрове (підприємство)
Цукрове — підприємство з виробництва цукру у смт Слобожанському Кегичівського району Харківської області.

## Історія
Підприємство «Цукрове» відновило свою роботу 2016 року після чотирирічної перерви. В модернізацію заводу було інвестовано 5 млн грн.

## Галузі
- Вирощування зернових та технічних культур
- Виробництво цукру
- Виробництво вапна
- Постачання пари та гарячої води
- Збирання, очищення та розподілення води
- Діяльність їдалень та послуги з постачання готової їжі
- Діяльність автомобільного вантажного транспорту
- Операції з нерухомим майном
- Освіта